# Bryan Singer
Bryan Singer (født 17. september 1965) er en amerikansk filminstruktør, manuskriptforfatter og producer. Han fik sit gennembrud i 1995 med kriminalfilmen The Usual Suspects og har senere instrueret tegneseriefilmatiseringerne X-Men, X-Men 2, Superman Returns, og X-Men: Days of Future Past.

## Filmografi
- Lion's Den (1988)
- Public Access (1993)
- The Usual Suspects (1995)
- Den gode elev (1998)
- X-Men (2000)
- X-Men 2 (2003)
- Superman Returns (2006)
- Operation Valkyrie (2008)
- Jack the Giant Killer (2013)
- X-Men: Days of Future Past (2014)
- X-Men: Apocalypse (2016)
- Bohemian Rhapsody (2018)